# 57-я церемония «Грэмми»
57-я ежегодная церемония вручения наград «Грэмми» состоялась 8 февраля 2015 года. Номинанты были объявлены 5 декабря 2014 года.
Не все награды были вручены во время телетрансляции; как и в предыдущие годы, большая их часть (около 70 наград) вручена на специализированном мероприятии за день до шоу; с 2015 года оно носит название Premiere Ceremony.
Новыми категориями в 2015 году стали Best American Roots Performance — награда за лучшее исполнение в традиционных американских жанрах, и Best Roots Gospel Album — госпел-альбом также в традиционных американских жанрах. В связи с этим также категория наград за произведения в жанре госпела была изменена.
С 2015 года в номинации могут быть включены песни, использующие семплы из других произведений (ранее это разрешалось только для категории Лучшая рэп-песня.
К наградам «Грэмми» 2015 года представлены произведения, созданные в период с 1 октября 2013 года по 30 сентября 2014 года. Объявление номинантов состоялось 5 декабря 2014 года
6 номинаций получили Сэм Смит, Бейонсе и Фаррелл. При этом 22-летний британец Сэм Смит стал только вторым в истории певцом, который был номинирован во всех четырёх самых престижных категориях («Big Four»): песня и запись года («Stay With Me»), альбом года (In the Lonely Hour) и новичок года. Ранее в 4 номинациях это удалось сделать Кристоферу Кроссу (1980), а среди британцев — Эми Уайнхаус (2007). И они получили 4 и 3 статуэтки, соответственно.
В итоге триумфаторами церемонии стали Сэм Смит (4 награды), Бейонсе, Розанна Кэш и Фаррелл (по 3 награды).

## Основная категория
Запись года
- «Stay With Me (Darkchild Version)» — Сэм Смит
  - продюсеры — Стив Фитцморис, Родни Джеркинс, Джимми Нейпс, звукозапись — Стив Фитцморис, Джимми Нейпс, Стив Прайс, мастеринг-инженер — Том Койн
- «Chandelier» — Sia
  - продюсеры — Грег Кёрстин и Джесси Шаткин, звукозапись — Грег Кёрстин, Мэнни Маррокен, Джесси Шаткин, мастеринг-инженер — Эмили Лэйзар
- «Fancy» — Игги Азалия при участии Charli XCX
  - продюсеры — The Arcade & The Invisible Men, звукозапись — Энтони Килхофлер & Эрик Уивер, мастеринг-инженер — Майлз Шоуэлл
- «Shake It Off» — Тейлор Свифт
  - продюсеры — Макс Мартин & Shellback, звукозапись — Сербан Генеа, Джон Хейнс, Сэм Холлэнд & Майкл Илберт, мастеринг-инженер — Том Койн
- «All About That Bass» — Меган Трейнор
  - продюсер, звукозапись — Кевин Кэдиш, мастеринг-инженер — Дэйв Катч

Альбом года
- Morning Phase''' — Бек
  - продюсер — Бек, звукозапись — Том Эльмхёрст, Дэвид Гринбаум, Флориан Лагатта, Коул Марсден, Гриф Нил, Робби Нельсон, Дарелл Торп, Кэссиди Тёрбин, Джо Висиано, мастеринг-инженер — Боб Людвиг
- Beyoncé — Бейонсе
  - приглашённые исполнители — Чиманда Нгози Адичи, Дрейк, Jay-Z, Френк Оушен, продюсеры — Ammo, Boots, Detail, Джером Хармон, Hit-Boy, Бейонсе, The-Dream, Кэролайн Полачек, Рэй Риб, Ноа Шебиб, Райан Теддер, Timbaland, Джастин Тимберлейк, Ки Уэйн & Фаррелл Уильямс, звукозапись — Boots, Ноэль Кадастр Ноэль Кэмбелл, Роб Коэн, Эндрю Коулман, Крис Годби, Джастин Хёгетт, Джеймс Краузе, Майк Ларсон, Джонатан Ли, Тони Мазератти, Энн Минчиэли, Кэролайн Полачек, Эндрю Шепс, Барт Шоудел, Ноа Шебиб, Райан Теддер, Стюарт Уайт, DJ Swivel, мастеринг-инженер Том Койн, Джеймс Краузе, Айя Меррилл
- x — Эд Ширан
  - продюсеры — Джефф Баскер, Бенни Бланко, Джейк Гослинг, Джонни Макдейд, Рик Рубин, Фаррелл Уильямс; звукозапись — Эндрю Коулман, Джейк Гослинг, Мэтти Грин, Уильям Хикс, Тайлер Сэм Джонсон, Джейсон Лэйдер, Джонни Макдейд, Крис Скафани, Марк Стент, Джефф Суон, мастеринг-инженер — Стюарт Хоукс
- In the Lonely Hour — Сэм Смит
  - продюсеры — Стив Фитцморис, Komi, Говард Лоуренс, Зейн Лоу, Mojam, Джимми Нейпс, Naughty Boy, Фрейзер Т. Смит, Two Inch Punch, Эг Уайт, звукозапись — Майкл Анджело, Грэм Арчер, Стив Фитцморис, Саймон Хейл, Даррен Хилис, Джеймс Мюррей, Джимми Нейпс, Мустафа Омер, Дэн Перри, Стив Прайс, Эг Уайт, мастеринг-инженер — Том Койн, Стюарт Хоукс
- G I R L — Фаррелл Уильямс
  - приглашённые исполнители — Алиша Киз, Джастин Тимберлейк, продюсер — Фаррелл Уильямс, звукозапись — Лесли Брейтуэйт, Эдриан Брикспир, Эндрю Коулман, Джимми Дуглас, Харт Гантер, Мик Газоски, Флориан Лагатта, Майк Ларсон, Стефани Макнелли, Алан Мейерсон, Энн Минчиэли, Кинта Йонесака, мастеринг-инженер — Боб Людвиг

Песня года
- «Stay with Me (Darkchild Version)» — Сэм Смит
  - авторы — Джеймс Непьер, Уильям Филлипс, Сэм Смит
- «Chandelier» — Sia
  - авторы — Сия Ферлер и Джесси Шаткин
- «Shake It Off» — Тейлор Свифт
  - авторы — Макс Мартин, Shellback, Тейлор Свифт
- «All About That Bass» — Меган Трейнор
  - авторы — Кевин Кэдиш & Меган Трейнор
- «Take Me to Church» — Hozier
  - автор — Эндрю Хозьер-Бирн

Лучший новый исполнитель
- Сэм Смит
- Bastille
- Брэнди Кларк
- HAIM
- Игги Азалия

## Поп
Лучшее сольное поп-исполнение
- «Happy (Live)» — Фаррелл Уильямс
- «Chandelier» — Sia
- «Stay With Me (Darkchild Version)» — Сэм Смит
- «Shake It Off» — Тейлор Свифт
- «All of Me (Live)» — Джон Ледженд

Лучшее поп-исполнение дуэтом или группой
- «Say Something» — A Great Big World и Кристина Агилера
- «A Sky Full of Stars» — Coldplay
- «Fancy» — Игги Азалия при участии Charli XCX
- «Bang Bang» — Джесси Джей, Ариана Гранде и Ники Минаж
- «Dark Horse» — Кэти Перри при участии Juicy J

Лучший вокальный поп-альбом
- In the Lonely Hour''' — Сэм Смит
- Bangerz — Майли Сайрус
- My Everything — Ариана Гранде
- Prism — Кэти Перри
- x — Эд Ширан
- Ghost Stories — Coldplay

Лучший традиционный вокальный поп-альбом
- Cheek to Cheek''' — Тони Беннетт и Леди Гага
- Nostalgia — Энни Леннокс
- Night Songs — Барри Манилоу
- Sending You a Little Christmas — Джонни Мэтис
- Partners — Барбра Стрейзанд

## Танцевальная музыка
Лучшая танцевальная запись
- «Rather Be» — Clean Bandit и Джесс Глинн
- «Never Say Never» — Basement Jaxx
- «F for You» — Disclosure при участии Мэри Джей Блайдж
- «I Got U» — Дюк Дюмон при участии Джекса Джоунса
- «Faded» — Zhu

Лучший танцевальный/электронный альбом
- Syro''' — Aphex Twin
- while(1<2) — deadmau5
- Nabuma Rubberband — Little Dragon
- Do It Again — Röyksopp & Robyn
- Damage Control — Мэт Зо[англ.]

## Современная инструментальная музыка
Лучший альбом современной инструментальной музыки
- Bass & Mandolin — Крис Сили[англ.] & Эдгар Майер[англ.]
- Wild Heart — Минди Эбейр[англ.]
- Slam Dunk — Джеральд Олбрайт[англ.]
- Nathan East — Nathan East
- Jazz Funk Soul — Джефф Лорбер[англ.], Чак Лоб & Эверетт Харп[англ.]

## Рок
Лучшее рок-исполнение
- «Lazaretto» — Джек Уайт
- «Gimme Something Good» — Райан Адамс
- «Do I Wanna Know?» — Arctic Monkeys
- «Blue Moon» — Бек
- «Fever» — The Black Keys

Лучшее метал-исполнение
- «The Last In Line» — Tenacious D
- «Neon Knights» — Anthrax
- «High Road» — Mastodon
- «Heartbreaker» — Motörhead
- «The Negative One» — Slipknot

Лучшая рок-песня
- «Ain’t It Fun» — Paramore
- «Blue Moon» — Бек
- «Fever» — The Black Keys
- «Gimme Something Good» — Райан Адамс
- «Lazaretto» — Джек Уайт

Лучший рок-альбом
- Morning Phase''' — Бек
- Ryan Adams — Райан Адамс
- Turn Blue — The Black Keys
- Hypnotic Eye — Tom Petty and the Heartbreakers
- Songs of Innocence — U2

## Альтернатива
Лучший альтернативный альбом
- St. Vincent''' — St. Vincent
- This Is All Yours — alt-J
- Reflektor — Arcade Fire
- Melophobia — Cage the Elephant
- Lazaretto — Джек Уайт

## R&B
Лучшее R&B-исполнение
- «Drunk in Love» — Бейонсе при участии Jay Z
- «Like This» — Ledisi
- «It’s Your World» — Дженнифер Хадсон при участии R. Kelly
- «New Flame» — Крис Браун при участии Usher & Рик Росс
- «Good Kisser» — Usher

Лучшее традиционное R&B-исполнение
- «Jesus Children» — Robert Glasper Experiment при участии Лала Хэтуэй & Малькольм-Джамал Уорнер
- «As» — Марша Амбросиус[англ.] и Энтони Гамильтон[англ.]
- «I.R.S» — Энжи Фишер
- «Nobody» — Кем
- «Hold Up Wait a Minute (Woo Woo)» — Антоник Смит

Лучшая R&B-песня
- «Drunk in Love» — Бейонсе при участии Jay Z
- «Good Kisser» — Usher
- «New Flame» — Крис Браун при участии Usher & Рик Росс
- «Options (Wolfjames Version)» — Люк Джеймс и Рик Росс
- «The Worst» — Дженей Айко

Лучший альбом современной городской музыки
- G I R L — Фаррелл Уильямс
- Sail Out — Дженей Айко
- Beyoncé — Бейонсе
- X — Крис Браун
- Mali is… — Mali Music[англ.]

Лучший R&B-альбом
- Love, Marriage & Divorce — Тони Брэкстон & Бэйбифейс
- Islander — Bernhoft
- Lift Your Spirit — Алоэ Блэк
- Black Radio 2 — Robert Glasper Experiment
- Give The People What They Want — Шерон Джонс[англ.] & The Dap-Kings

## Рэп
Лучшее рэп-исполнение
- «i» — Кендрик Ламар
- «3005» — Childish Gambino
- «0 to 100 / The Catch Up» — Drake
- «Rap God» — Eminem
- «All I Need Is You» — Lecrae

Лучший рэп/вокальный дуэт
- «The Monster» — Eminem при участии Рианна
- «Blak Majik» — Common при участии Дженей Айко
- «Tuesday» — ILoveMakonnen при участии Drake
- «Studio» — Schoolboy Q при участии BJ the Chicago Kid
- «Bound 2» — Канье Уэст при участии Чарли Уилсон

Лучшая рэп-песня
- «i» — Кендрик Ламар
- «Anaconda» — Ники Минаж
- «Bound 2» — Канье Уэст при участии Чарли Уилсон
- «We Dem Boyz» — Wiz Khalifa
- «0 to 100 / The Catch Up» — Drake

Лучший рэп-альбом
- The Marshall Mathers LP 2''' — Eminem
- The New Classic — Игги Азалия
- Because the Internet — Childish Gambino
- Nobody’s Smiling — Common
- Oxymoron — ScHoolboy Q
- Blacc Hollywood — Wiz Khalifa

## Кантри
Лучшее сольное кантри-исполнение
- «Something in the Water» — Кэрри Андервуд
- «Give Me Back My Hometown» — Эрик Чёрч
- «Invisible» — Хантер Хейз
- «Automatic» — Миранда Ламберт
- «Cop Car» — Кит Урбан

Лучшее кантри-исполнение дуэтом или группой
- «Gentle on My Mind» — The Band Perry
- «Somethin' Bad» — Миранда Ламберт и Кэрри Андервуд
- «Day Drinking» — Little Big Town
- "Meanwhile Back at Mama’s — Тим Макгро и Фэйт Хилл
- «Raise ’Em Up» — Кит Урбан при участии Эрик Чёрч

Лучшая кантри-песня
- «I’m Not Gonna Miss You» — Глен Кэмпбелл
- «American Kids» — Кенни Чесни
- «Automatic» — Миранда Ламберт
- «Give Me Back My Hometown» — Эрик Чёрч
- «Meanwhile Back at Mama’s» — Тим Макгро и Фэйт Хилл

Лучший кантри-альбом
- Platinum''' — Миранда Ламберт
- Riser — Диркс Бентли
- The Outsiders — Эрик Чёрч
- 12 Stories — Брэнди Кларк
- The Way I’m Livin’ — Ли Энн Вомак

## Нью-эйдж
Лучший нью-эйдж-альбом
- Winds Of Samsara — Ricky Kej & Wouter Kellerman
- Bhakti — Пол Авгеринос
- Ritual — Питер Кейтер & R. Carlos Nakai
- Symphony Live In Istanbul — Kitaro
- In Love And Longing — Silvia Nakkach & David Darling

## Джаз
Лучшая сольная джазовая импровизация
- «Fingerprints» — Чик Кориа
- «The Eye Of The Hurricane» — Кенни Бэррон
- «You & The Night & The Music» — Фред Херш
- «Recorda Me» — Джо Ловано
- «Sleeping Giant» — Брэд Мелдау

Лучший джазовый вокальный альбом
- Beautiful Life — Dianne Reeves
- Map To The Treasure: Reimagining Laura Nyro — (Billy Childs &) Various Artists
- I Wanna Be Evil — René Marie
- Live In NYC — Gretchen Parlato
- Paris Sessions — Tierney Sutton

Лучший джазовый инструментальный альбом
- Trilogy — Chick Corea Trio
- Landmarks — Brian Blade & The Fellowship Band
- Floating — Fred Hersch Trio
- Enjoy The View — Bobby Hutcherson, David Sanborn, Joey DeFrancesco при участии Billy Hart
- All Rise: A Joyful Elegy For Fats Waller — Jason Moran

Лучший альбом большого джазового ансамбля
- Life In The Bubble — Gordon Goodwin’s Big Phat Band
- The L.A. Treasures Project — The Clayton-Hamilton Jazz Orchestra
- Quiet Pride: The Elizabeth Catlett Project — Rufus Reid
- Live: I Hear The Sound — Archie Shepp Attica Blues Orchestra
- verTime: Music Of Bob Brookmeyer — The Vanguard Jazz Orchestra

Лучший латино-джаз-альбом
- The Offense Of The Drum — Arturo O’Farrill & The Afro Latin Jazz Orchestra
- The Latin Side Of Joe Henderson — Conrad Herwig при участии Joe Lovano
- The Pedrito Martinez Group — The Pedrito Martinez Group
- Second Half — Emilio Solla Y La Inestable De Brooklyn
- New Throned King — Yosvany Terry

## Госпел/Современная Христианская музыка
Лучшее госпел-исполнение/песня
- «No Greater Love» — Smokie Norful
- «Help» — Эрика Кэмпбел и Lecrae
- «Sunday A.M. [Live]» — Карен Кларк Ширд
- «I Believe» — Mali Music
- «Love On The Radio» — The Walls Group

Лучшее исполнение в Современной Христианской музыке
- «Messengers» — Lecrae при участии For King & Country
- «Write Your Story» — Франческа Баттистелли
- «Come As You Are» — Crowder
- «Shake» — MercyMe
- «Multiplied» — Needtobreathe

Лучший госпел-альбом
- Help — Эрика Кэмпбел
- Amazing [Live] — Рикки Диллард & New G
- Withholding Nothing [Live] — Уильям Макдауэл
- Forever Yours — Смоки Норфул
- Vintage Worship — Анита Уилсон

Лучший альбом современной христианской музыки
- Run Wild. Live Free. Love Strong. — For King & Country
- If We’re Honest — Франческа Баттистелли
- Hurricane — Натали Грант
- Welcome To The New — MercyMe
- Royal Tailor — Royal Tailor

Лучший традиционный госпел-альбом
- Shine For All The People — Mike Farris
- Forever Changed — T. Graham Brown
- Hymns — Gaither Vocal Band
- A Cappella — The Martins
- His Way Of Loving Me — Tim Menzies

## Латино
Лучший латино-поп-альбом
- Tangos — Рубен Блейдс
- Elypse — Camila
- Raíz — Lila Downs, Niña Pastori And Soledad
- Loco De Amor — Хуанес
- Gracias Por Estar Aquí — Marco Antonio Solís

Лучший латино-рок/альтернативный альбом
- Multi Viral — Calle 13
- Behind The Machine (Detrás De La Máquina) — Chocquibtown
- Bailar En La Cueva — Jorge Drexler
- Agua Maldita — Molotov
- Vengo — Ana Tijoux

Лучший мексиканский/техано-альбом
- Mano A Mano — Tangos A La Manera De Vicente Fernández — Vicente Fernández
- Lastima Que Sean Ajenas — Pepe Aguilar
- Voz Y Guitarra — Ixya Herrera
- 15 Aniversario — Mariachi Divas De Cindy Shea
- Alegría Del Mariachi — Mariachi Los Arrieros Del Valle

Лучший тропический латино-альбом
- Más + Corazón Profundo — Карлос Вивес
- 50 Aniversario — El Gran Combo De Puerto Rico
- First Class To Havana — Aymee Nuviola
- Live — Palo!
- El Asunto — Totó La Momposina

## Американа
Лучшее исполнение в традиционных американских жанрах
- «A Feather’s Not a Bird» — Розанн Кэш[англ.]
- «Statesboro Blues» — Грег Оллмэн & Taj Mahal
- «And When I Die» — Билли Чайлдс при участии Элисон Краусс & Джерри Дуглас
- «The Old Me Better» — Keb’ Mo’ при участии the California Feet Warmers
- «Destination» — Nickel Creek

Лучшая песня в традиционных американских жанрах
- «A Feather’s Not a Bird» — Розанн Кэш
- «Just So Much» — Джесси Винчестер
- «The New York Trains» — Del McCoury Band
- «Pretty Little One» — Steve Martin and the Steep Canyon Rangers при участии Edie Brickell
- «Terms of My Surrender» — Джон Хайатт

Лучший американа-альбом
- The River & the Thread — Розанн Кэш
- Terms of My Surrender — Джон Хайатт
- BluesAmericana — Keb’ Mo’
- A Dotted Line — Nickel Creek
- Metamodern Sounds in Country Music — Стерджил Симпсон

Лучший блюграсс-альбом
- The Earls of Leicester — The Earls of Leicester
- Noam Pikelny Plays Kenny Baker Plays Bill Monroe — Noam Pikelny
- Cold Spell — Frank Solivan & Dirty Kitchen
- Into My Own — Bryan Sutton
- Only Me — Rhonda Vincent

Лучший блюз-альбом
- Step Back — Джонни Винтер
- Common Ground: Dave Alvin & Phil Alvin Play and Sing the Songs of Big Bill Broonzy — Дэйв Элвин и Фил Элвин
- Promise of a Brand New Day — Рути Фостер
- Juke Joint Chapel — Чарли Мюсселуайт
- Decisions — Бобби Раш и Blinddog Smokin'

Лучший фолк-альбом
- Remedy — Old Crow Medicine Show
- Three Bells — Mike Auldridge, Jerry Douglas, Rob Ickes
- Follow the Music — Alice Gerrard
- The Nocturne Diaries — Eliza Gilkyson
- A Reasonable Amount of Trouble — Jesse Winchester

Лучший региональный альбом
- The Legacy — Jo-El Sonnier
- Light the Stars — Bonsoir, Catin
- Hanu 'A’ala — Kamaka Kukona
- Love’s Lies — Magnolia Sisters
- Ceremony — Joe Tohonnie Jr.

## Регги
Лучший рэгги-альбом
- Fly Rasta''' — Зигги Марли
- Back On the Controls — Ли «Scratch» Перри
- Full Frequency — Шон Пол
- Out of Many, One Music — Шэгги
- Reggae Power — Sly and Robbie & Spicy Chocolate
- Amid The Noise and The Haste — SOJA

## World Music
Лучший альбом
- Eve — Angélique Kidjo
- Toumani & Sidiki — Toumani Diabaté & Sidiki Diabaté
- Our World in Song — Wu Man, Luis Conte & Daniel Ho
- Magic — Sérgio Mendes
- Traces of You — Анушка Шанкар

## Музыка для детей
Лучший альбом для детей
- I Am Malala: How One Girl Stood Up For Education And Changed The World (Malala Yousafzai) — Neela Vaswani
- Appetite For Construction — The Pop Ups
- Just Say Hi! — Brady Rymer And The Little Band That Could
- The Perfect Quirk — Secret Agent 23 Skidoo
- Through The Woods — The Okee Dokee Brothers

## Разговорный жанр
Лучший альбом разговорного жанра
- Diary of a Mad Diva — Джоан Риверз
- Actors Anonymous — Джеймс Франко
- A Call to Action — Джимми Джимми
- Carsick: John Waters Hitchhikes Across America — Джон Уотерс
- A Fighting Chance — Элизабет Уоррен
- We Will Survive: True Stories of Encouragement, Inspiration, and the Power of Song — Глория Гейнор

## Комедия
Лучший комедийный альбом
- Mandatory Fun — «Странный Эл» Янкович
- Obsessed — Джим Гаффиган
- Oh My God — Луи Си Кей
- Tragedy Plus Comedy Equals Time — Паттон Освальд
- We Are Miracles — Сара Сильверман

## Музыкальные шоу
Лучший альбом на основе театрального мюзикла
- Beautiful: The Carole King Musical
- Aladdin
- A Gentleman’s Guide To Love & Murder
- Hedwig And The Angry Inch
- West Side Story

## Музыка для визуальных медиа
Лучший альбом, являющийся компиляционным саундтреком к фильму, телевидению или другому визуальному представлению
- Frozen — various artists
- American Hustle — various artists
- Get On Up: The James Brown Story — Джеймс Браун
- Guardians Of The Galaxy: Awesome Mix Vol. 1 — various artists
- The Wolf of Wall Street — various artists

Лучший саундтрек для визуальных медиа
- The Grand Budapest Hotel
- Frozen
- Gone Girl
- Gravity
- Saving Mr. Banks

Лучшая песня, написанная для визуальных медиа
- «Let It Go» — Холодное сердце; Идина Мензел
- «Everything Is Awesome» (из The Lego Movie) — Joshua Bartholomew, Лиза Харритон, Shawn Patterson, Энди Сэмберг, Akiva Schaffer & Jorma Taccone, авторы (Tegan and Sara при участии The Lonely Island)
- «I See Fire» — Хоббит: Пустошь Смауга; Эд Ширан
- «I’m Not Gonna Miss You» — Glen Campbell: I’ll Be Me; Глен Кэмпбелл
- «The Moon Song» — Она; Скарлетт Йоханссон и Хоакин Феникс

## Сочинительство/Аранжировка
Лучшая инструментальная композиция
- «The Book Thief» — Джон Уильямс
- «Last Train To Sanity» — Стэнли Кларк
- «Life In The Bubble» — Гордон Гудвин
- «Recognition» — Руфус Рид[англ.]
- «Tarnation» — Эдгар Майер[англ.] и Крис Сили[англ.]

Лучшая инструментальная аранжировка или аранжировка а капелла
- «Daft Punk» — Pentatonix
- «Beautiful Dreamer» — Пит Макгиннесс
- «Get Smart» — Гордон Гудвин
- «Guantanamera» — Альфредо Родригес
- «Moon River» — Крис Уолден

Лучшая инструментальная аранжировка в сопровождении вокалиста(ов)
- «New York Tendaberry» — Billy Childs при участии Renée Fleming & Yo-Yo Ma
- «All My Tomorrows» — Jeremy Fox при участии Kate McGarry
- «Goodnight America» — Mary Chapin Carpenter
- «Party Rockers» — Gordon Goodwin’s Big Phat Band
- «What Are You Doing The Rest Of Your Life?» — The Pete McGuinness Jazz Orchestra

## Упаковка/Оформление
Лучшая упаковка записи
- Lightning Bolt — Pearl Jam
- Formosa Medicine Show — The Muddy Basin Ramblers
- Indie Cindy — Pixies
- LP1 — FKA Twigs
- Whispers — Passenger

Лучшая упаковка коробочной или специальной ограниченной версии
- The Rise and Fall of Paramount Records, Volume One (1917—27) — various artists
- Cities of Darkscorch — various artists
- A Letter Home (vinyl box set) — Neil Young
- Sparks (deluxe album box set) — Имоджен Хип
- Spring 1990 (The Other One) — Grateful Dead

Лучшие заметки на альбоме
- Offering: Live At Temple University — Джон Колтрейн
- Happy: The 1920 Rainbo Orchestra Sides — Isham Jones Rainbo Orchestra
- I’m Just Like You: Sly’s Stone Flower 1969-70 — various artists
- The Other Side Of Bakersfield: 1950s & 60s Boppers And Rockers From 'Nashville West — various artists
- Purple Snow: Forecasting The Minneapolis Sound — various artists
- The Rise & Fall Of Paramount Records, Volume One (1917-27) — various artistss)

Лучший исторический альбом
- The Garden Spot Programs, 1950
- Black Europe: The Sounds And Images Of Black People In Europe Pre-1927
- Happy: The 1920 Rainbo Orchestra Sides
- Longing For The Past: The 78 RPM Era In Southeast Asia
- There’s A Dream I’ve Been Saving: Lee Hazlewood Industries 1966—1971 (Deluxe Edition)

## Производство
Лучший инжиниринг альбома, не классического
- Morning Phase
  - Tom Elmhirst, David Greenbaum, Florian Lagatta, Cole Marsden, Greif Neill, Robbie Nelson, Darrell Thorp, Cassidy Turbin & Joe Visciano, engineers; Bob Ludwig, mastering engineer (Beck)
- Bluesamericana
  - Ross Hogarth & Casey Wasner, engineers; Richard Dodd, mastering engineer (Keb’ Mo’)
- Bass & Mandolin
  - Richard King & Dave Sinko, engineers; Robert C. Ludwig, mastering engineer (Chris Thile & Edgar Meyer)
- The Way I’m Livin'
  - Chuck Ainlay, engineer; Gavin Lurssen, mastering engineer (Lee Ann Womack)
- What’s Left Is Forever
  - Tchad Blake, Oyvind Jakobsen, Jo Ranheim, Itai Shapiro & David Way, engineers; Bernie Grundman, mastering engineer (Thomas Dybdahl)

Лучший инжиниринг альбома, классического
- Vaughan Williams: Dona Nobis Pacem; Symphony No. 4; The Lark Ascending — Robert Spano, Norman Mackenzie, Atlanta Symphony Orchestra & Chorus
- Adams, John: City Noir — David Robertson & St. Louis Symphony
- Adams, John Luther: Become Ocean — Ludovic Morlot & Seattle Symphony
- Dutilleux: Symphony No. 1; Tout Un Monde Lointain; The Shadows Of Time — Ludovic Morlot & Seattle Symphony
- Riccardo Muti Conducts Mason Bates & Anna Clyne — Riccardo Muti & Chicago Symphony Orchestra

Продюсер года, не классический
- Макс Мартин
  - «Bang Bang» (Джесси Джей, Ариана Гранде & Ники Минаж)
  - «Break Free» (Ариана Гранде и Zedd)
  - «Dark Horse» (Кэти Перри при участии Juicy J)
  - «Problem» (Ариана Гранде и Игги Азалия)
  - «Shake It Off» (Тейлор Свифт)
  - «Unconditionally» (Кэти Перри)
- Джон Хилл
  - «All You Never Say» (Birdy)
  - «Burning Gold» (Кристина Перри)
  - «Can’t Remember to Forget You» (Шакира и Рианна)
  - «Goldmine» (Кимбра)
  - «Guts Over Fear» (Eminem при участии Sia)
  - Strange Desire (Bleachers)
  - Voice (Phantogram)
  - «Water Fountain» (Tune-Yards)
- Джей Джойс
  - About Last Night (Sleeper Agent)
  - It Goes Like This (Томас Ретт)
  - Melophobia (Cage the Elephant)
  - Montibello Memories (Matrimony)
  - Mountains Of Sorrow, Rivers Of Song (Эймос Ли)
  - The Outsiders (Эрик Чёрч)
- Грег Кёрстин
  - «Beating Heart» (Элли Голдинг)
  - «Chandelier» (Sia)
  - «Double Rainbow» (Кэти Перри)
  - «Gunshot» (Lykke Li)
  - «Money Power Glory» (Лана Дель Рей)
  - 1000 Forms of Fear (Sia)
  - Sheezus (Лили Аллен)
  - Wrapped in Red (Келли Кларксон)
- Пол Эпворт
  - «Pendulum» (FKA Twigs)
  - «Queenie Eye» (Пол Маккартни
  - «Road» (Пол Маккартни)
  - «Save Us» (Пол Маккартни)

Продюсер года, классический
- Юдит Шерман
  - Beethoven: Cello & Piano Complete (Fischer Duo)
  - Brahms By Heart (Chiara String Quartet)
  - Composing America (Lark Quartet)
  - Divergence (Plattform K + K Vienna)
  - The Good Song (Thomas Meglioranza)
  - Mozart & Brahms: Clarinet Quintets (Anthony McGill & Pacifica Quartet)
  - Snapshot (American Brass Quintet)
  - Two X Four (Jaime Laredo, Jennifer Koh, Vinay Parameswaran & Curtis 20/21 Ensemble)
  - Wagner Without Words (Ll_r Williams)
- Дмитрий Липай
  - Adams, John Luther: Become Ocean (Ludovic Morlot & Seattle Symphony)
  - Dutilleux: Symphony No. 1; Tout Un Monde Lointain; The Shadows Of Time (Ludovic Morlot & Seattle Symphony)
  - Fauré: Masques Et Bergamasques; Pelléas Et Mélisande; Dolly (Ludovic Morlot, Seattle Symphony Chorale & Seattle Symphony)
  - Hindemith: Nobilissima Visione; Five Pieces For String Orchestra (Gerard Schwarz & Seattle Symphony)
  - Ives: Symphony No. 2; Carter: Instances; Gershwin: An American In Paris (Ludovic Morlot & Seattle Symphony)
  - Ravel: Orchestral Works; Saint-Saëns: Organ Symphony (Ludovic Morlot & Seattle Symphony)
- Элейн Мартон
  - Hallowed Ground (Louis Langrée, Maya Angelou, Nathan Wyatt & Cincinnati Symphony Orchestra)
  - Mahler: Symphony No. 2 'Resurrection' (Benjamin Zander, Stefan Bevier, Philharmonia Chorus & Orchestra)
  - Sibelius: Symphonies Nos. 6 & 7; Tapiola (Robert Spano & Atlanta Symphony Orchestra)
  - Vaughan Williams: Dona Nobis Pacem; Symphony No. 4; The Lark Ascending (Robert Spano, Norman Mackenzie, Atlanta Symphony Orchestra & Chorus)
- Мортен Линдберг
  - Beppe: Remote Galaxy (Vladimir Ashkenazy & Philharmonia Orchestra)
  - Dyrud: Out Of Darkness (Vivianne Sydnes & Nidaros Cathedral Choir)
  - Ja, Vi Elsker (Tone Bianca Sparre Dahl, Ingar Bergby, Staff Band Of The Norwegian Armed Forces & Schola Cantorum)
  - Symphonies Of Wind Instruments (Ingar Bergby & Royal Norwegian Navy Band)
- Дэвид Старобин
  - All The Things You Are (Leon Fleisher)
  - Complete Crumb Edition, Vol. 16 (Ann Crumb, Patrick Mason, James Freeman & Orchestra 2001)
  - Game Of Attrition — Arlene Sierra, Vol. 2 (Jac Van Steen & BBC National Orchestra Of Wales)
  - Haydn, Beethoven & Schubert (Gilbert Kalish)
  - Mozart: Piano Concertos, No. 12, K. 414 & No. 23, K. 488 (Marianna Shirinyan, Scott Yoo & Odense Symphony Orchestra)
  - Music Of Peter Lieberson, Vol. 3 (Scott Yoo, Roberto Diaz, Steven Beck & Odense Symphony Orchestra)
  - Rochberg, Chihara & Rorem (Jerome Lowenthal)
  - Tchaikovsky: The Tempest, Op. 18 & Piano Concerto No. 1, Op. 23 (Joyce Yang, Alexander Lazarev & Odense Symphony Orchestra)

Лучшая ремикшированная запись, не классическая
- «All of Me» (Tiesto’s Birthday Treatment Remix)
- «Falling Out» (Ming Remix)
- «Pompeii» (Audien Remix)
- «The Rising» (Eddie Amador Remix)
- «Smile» (Kaskade Edit)
- «Waves» (Robin Schulz Remix)

## Объёмное звучание
Лучший альбом с объёмным звучанием
- Beyoncé — Бейонсе
- Beppe: Remote Galaxy — Владимир Ашкенази & Philharmonia Orchestra
- Chamberland: The Berlin Remixes — David Miles Huber
- The Division Bell (20th Anniversary Deluxe Box Set) — Pink Floyd
- Epics Of Love — Song Zuying, Yu Long & China Philharmonic Orchestra
- Mahler: Symphony No. 2 'Resurrection' — Benjamin Zander & Philharmonia Orchestra

## Классическая музыка
Лучшее оркестровое исполнение
- Adams, John: City Noir — St. Louis Symphony
- Dutilleux: Symphony No. 1; Tout un monde lointain...; The Shadows Of Time — St. Louis Symphony
- Dvořák: Symphony No. 8; Janacek: Symphonic Suite From Jenůfa — Pittsburgh Symphony Orchestra
- Schumann: Symphonien 1-4 — Berliner Philharmoniker
- Sibelius: Symphonies Nos. 6 & 7; Tapiola — Atlanta Symphony Orchestra

Лучшая оперная запись
- Charpentier: La descente d'Orphée aux enfers
- Milhaud: L’Orestie D’Eschyle
- Rameau: Hippolyte et Aricie
- Schönberg: Moses und Aron
- Strauss: Elektra (opera)

Лучшее хоровое исполнение
- The Sacred Spirit Of Russia — Conspirare
- Bach: Matthäus-Passion — Rias Kammerchor & Staats-Und Domchor Berlin
- Dyrud: Out Of Darkness — Nidaros Cathedral Choir
- Holst: First Choral Symphony; The Mystic Trumpeter — BBC Symphony Chorus
- Mozart: Requiem Mass in D minor — Dunedin Consort

Лучшее камерное исполнение
- In 27 Pieces — The Hilary Hahn Encores — Hilary Hahn & Cory Smythe
- Dreams & Prayers — David Krakauer & A Far Cry
- Martinů: Cello Sonatas Nos. 1-3 — Steven Isserlis & Olli Mustonen
- Partch: Castor & Pollux — Partch
- Sing Thee Nowell — New York Polyphony

Лучшее классическое инструментальное соло
- Play — Джейсон Вьё
- All The Things You Are — Леон Флейшер
- The Carnegie Recital — Даниил Трифонов
- Dutilleux: Tout un monde lointain... — Seattle Symphony
- Toccatas — Джори Виникур

Лучший классический сольный вокальный альбом
- Douce France
- Porpora: Arias
- Schubert: Die Schöne Müllerin
- Stella Di Napoli
- Virtuoso Rossini Arias

Best Classical Compendium
- Partch: Plectra & Percussion Dances
- Britten To America
- Mieczys_aw Weinberg
- Mike Marshall & The Turtle Island Quartet
- The Solent — Fifty Years Of Music By Ralph Vaughan Williams

Лучшая современная классическая композиция
- Adams, John Luther: Become Ocean
- Clyne, Anna: Prince Of Clouds
- Crumb, George: Voices From The Heartland
- Paulus, Stephen: Concerto For Two Trumpets & Band
- Sierra, Roberto: Sinfonía No. 4

## Видео
Лучшее музыкальное видео
- «Happy» — Фаррелл Уильямс
- «We Exist» — Arcade Fire
- «Turn Down for What» — DJ Snake & Lil Jon
- «Chandelier» — Sia
- «The Golden Age» — Woodkid при участии Max Richter

Лучший музыкальный фильм
- 20 Feet From Stardom — Darlene Love, Merry Clayton, Lisa Fischer & Judith Hill
- Beyoncé & Jay Z: On The Run Tour — Бейонсе & Jay Z
- Ghost Stories — Coldplay
- Metallica Through The Never — Metallica
- The Truth About Love Tour: Live From Melbourne — Pink